# 秘鲁华人
秘鲁华人，又叫土生（Tusán，来自汉语的借用词，粵拼：tou2 saang1），是指在秘鲁出生或長期居住的海外华裔。
大多数秘鲁华人都会说多种语言。除了当地通用的西班牙语以及克丘亚语，他们當中许多人还能说至少一种中国方言，如漢語官話、粵語、客語、閩語等。由于第一批华人移民来自澳门，所以他们當中也有一些人能说葡萄牙语。

## 历史

### 早期移民

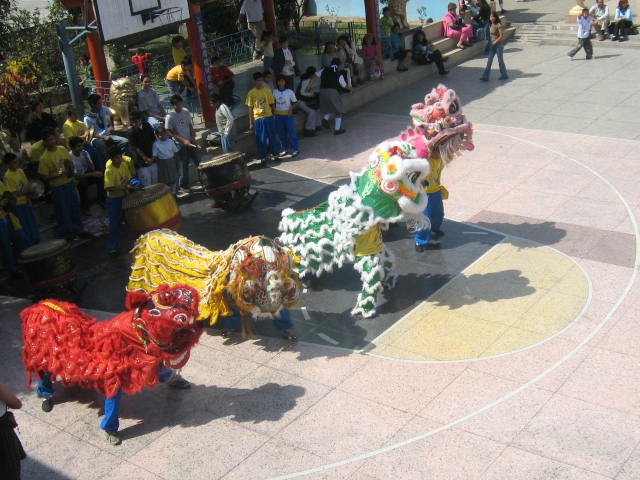
秘鲁华人社团

19世纪的许多中国移民从当时被葡萄牙殖民统治的澳门出发，经过了四个月的行程，最后作为華工──或者说“苦力”──而在秘魯安顿下来。其他来自广东的苦力随后而至。在10万華工中，95%是来自广东地区，并且几乎全是男性。在1849年到1874年，他们大多数被送到了食糖农园。隨着奴隶制度的终结，加上海岸的鸟粪矿场，以及海岸农园對勞動力的需求，華工直到19世纪末成为了主要劳动力，为秘鲁的淘粪热做出了巨大贡献。这些苦力生活艱苦，近乎奴隶，因此他们也代表了历史上从奴隶到自由劳动的一段过渡。其他的中国开拓者主要是在1912年民国建立之后、第二次世界大战之后、以及中国共产党的统治于1949年建立之后来到秘魯。在1957年，说广东話（中山話，四邑話等）的人构成了秘魯華人的大多数，其余的人则是说客家话等其他漢語的。
当地的华人来自中国、东南亚的华人群体，包括来自马来西亚、印度尼西亚、新加坡以及菲律宾的华人。在20世纪60年代、70年代以及90年代晚期的印度尼西亚的骚乱与大屠杀事件之后，许多印度尼西亚华人也移民到了秘鲁。这些新来的华人移民在秘鲁形成了拉丁美洲最大的华人社區之一。

### 离开秘鲁
许多秘鲁华人在20世纪60、70年代离开了秘鲁。他们大多数前往了美国，被叫作美籍华人或者“华裔美国秘鲁人”，而其他的则去了加拿大、西班牙、澳大利亚、新西兰，或者回到中国大陸、香港、澳门、臺湾等地。

### 经济貢獻

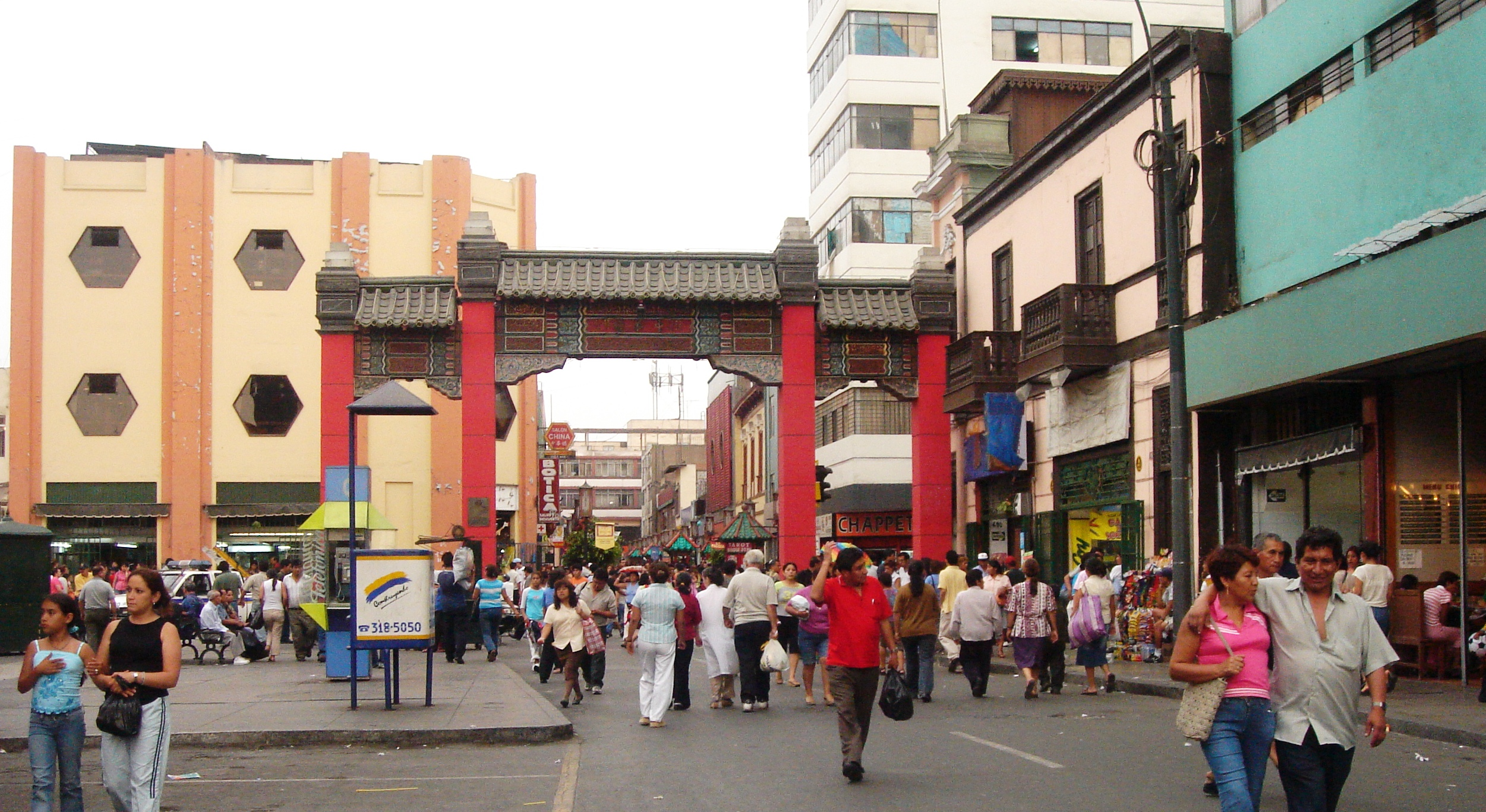
利马唐人街入口

在其契约结束后，许多华人苦力都采用了原僱主的姓氏（这也是许多秘鲁华人有西班牙语姓氏的原因之一）。一些重獲自由的苦力（以及之后的移民）建立了许多小型业务。这些包括“奇法”（秘鲁的中餐馆──这个词语来自粵語中的“饎饭”）。卡蓬街（又叫利马唐人街）成为了西半球最早的唐人街之一。不少中国苦力娶了當地的女子，其子女是华人、西班牙人、非洲人或美洲原住民的混血兒。秘鲁华人还协助了铁路的建造和亚马逊雨林的开发。他们在那里取液于橡胶树、淘金、耕种稻子，以及与印第安人贸易。他们甚至成为了该世纪末在亚马逊地区的首府城市伊基托斯的最后一批外来聚居人群。

## 著名秘鲁华人
- 佩德罗·祖伦（1889-1925），哲学家、大学教授（国立圣马尔科斯大学）、诗人、作家[3]
- Edwin Vasquez Cam（英语：Edwin Vasquez Cam），奥运会自由手枪金牌得主（1948）
- 陈路（Luis Chang Reyes）(1937-)，工程师，国务大臣，大使
- 萧锦荣（1951-），小说家
- Eugenio Chang Rodríguez，作家，语言学家，大学教授（国立圣马尔科斯大学/纽约市立大学）
- Rosa Fung Pineda，考古学家
- 何塞·安东尼奥·陈，前秘鲁总理
- 黄柄辉，黄记连锁超市（英语：Wong (supermarket)）创立者及前拥有者
- Alfredo Raul Chang Ruiz，秘鲁最老且仍然活跃的杂志《东方杂志》的现任主管，[4]该杂志的主题为秘鲁人与亚洲人群体的联系
- Patty Wong（英语：Patty Wong），电视主持人
- Iván Miranda Chang（英语：Iván Miranda），前职业网球运动员
- Efraín Wong，黄记股份有限公司（英语：Wong (supermarket)）营运经理以及拉斯法尔卡斯酿酒厂创立者[5]
- Walter Wong Gutiérrez，人类学家，秘鲁国家文化协会阿亚库乔地区主管（1980-1982）[6][7]
- Annie Yep，电视主持人，新闻工作者
- Isabel Wong-Vargas，女商人，利马拉卡莱塔饭店拥有者，收到过各种各样的烹饪学奖，包括“利马最佳海鲜饭店”[8][9]
- Teodoro Wuchi，前职业足球运动员
- 温贝托·黎（英语：Humberto Lay），国会议员
- Javier Wong，主厨
- Alan Wong，空手道老师，有氧运动教练，体育馆拥有者
- Jimmy Wong，空手道老师，希腊2009年世界X级松涛馆流空手道冠军赛第1名，洛杉矶1989年世界冠军赛第2名
- 陈伸，汉字艺术家
- 汪詩詩、汪圓圓：香港藝人
- 黃營均，捐資興建多間黃營均圖書館
- 張超雄，香港政治人物，父親為秘魯華人
- 蕭若元，已移民台灣的香港傳媒人，父親為秘魯華人

## 扩展阅读
- 费尔南多·德·特拉塞格涅斯·格兰达, , 利马: 秘鲁宗座天主教大学, 1994, ISBN 978-84-89309-82-1, OCLC 31349975 （英文）
  - 中译本：竹碧; 腊梅, , 世界知识出版社, 1999, ISBN 978-7-5012-1182-1, OCLC 237047875 （英文）
- 伊格纳西奥·洛佩斯-卡尔沃, 埃韦林·乌-德·阿尔特; 卡蒂·洛佩斯 , 编, , 非洲-西班牙评论杂志, 2008, 27 (1): 73–90  [2013-07-09], （原始内容存档于2014-10-06） （英文）
- 伊莎贝尔·劳森特-埃雷拉. 秘鲁华人与变化中的秘鲁华人社群 出自: 国际海外华人学报, 7 (2011), 69-113页. 在线 （页面存档备份，存于）可阅. （英文）